# FFH-Gebiet Aassee und Umgebung
Das FFH-Gebiet Aassee und Umgebung ist ein NATURA 2000-Schutzgebiet in Schleswig-Holstein im Kreis Rendsburg-Eckernförde auf der Halbinsel Schwansen im Süden der Gemeinde Waabs am Nordufer der Eckernförder Bucht und ist Teil der Naturräumlichen Haupteinheit Schleswig-Holsteinisches Hügelland. Es hat eine Fläche von 110 ha. Die größte Ausdehnung liegt in Ostwestrichtung und beträgt 2,27 km. Die höchste Erhebung mit 14 m über NN liegt an der Nordspitze des FFH-Gebietes im Waldgebiet Solitude. Der niedrigste Bereich ist auf Meereshöhe der Strandbereich vom Gut Ludwigsburg an der Eckernförder Bucht.
Das Zentrum des FFH-Gebietes bildet der 21 ha große Aassee. Dieser wird von Nordwesten durch das Fließgewässer Kobek, vom Nordosten durch das Fließgewässer Lehmberger Wiesen, sowie zwei weiteren Entwässerungsgräben im Südwesten gespeist. Der See entwässert nach Südosten über ein zunächst offenes Fließgewässer und nach 150 m durch eine 140 m lange Röhre in die Ostsee. Sein Wassereinzugsgebiet beträgt 12,46 km², seine Uferlänge 2,028 km.
Das FFH-Gebiet grenzt nach Westen an den Campingplatz Ostseecamping-Gut Karlsminde, nach Süden im Südwesten bis an den Spülsaum vor den Buhnen, dann weiter östlich unterbrochen durch den Campingplatz Ostsee-Camping Gut Ludwigsburg und am Ostende einschließlich zweier kleinerer Strandseen bis zu 130 m in die Ostsee hinein. Nach Norden bilden die intensiv genutzten Ackerflächen die Grenze. Lediglich entlang der Kobek flussaufwärts reicht ein kleiner Zipfel des FFH-Gebietes bis zum Nordende des Waldgebietes Solitude.
Auf der Karte des Deutschen Reiches aus dem Jahre 1880 von diesem Gebiet ist nur der Aassee verzeichnet. Die anderen Strandseen sind noch nicht vorhanden. Sie sind zur Zeit des Dritten Reiches zur Kiesgewinnung für militärische Bauten in Eckernförde und Umgebung entstanden.
Den überwiegende Teil der Lebensraumklassen nehmen die Wälder, die Binnengewässer und die Strände ein, siehe Diagramm 1.

## FFH-Gebietsgeschichte und Naturschutzumgebung
Der NATURA 2000-Standard-Datenbogen (SDB) für dieses FFH-Gebiet wurde im Mai 2004 vom Landesamt für Landwirtschaft, Umwelt und ländliche Räume (LLUR) des Landes Schleswig-Holstein erstellt, im September 2004 als Gebiet von gemeinschaftlicher Bedeutung (GGB) vorgeschlagen, im November 2007 von der EU als GGB bestätigt und im Januar 2010 national nach § 32 Absatz 2 bis 4 BNatSchG in Verbindung mit § 23 LNatSchG als besonderes Erhaltungsgebiet (BEG) bestätigt. Der SDB wurde zuletzt im Mai 2019 aktualisiert. Der Managementplan für das FFH-Gebiet wurde im 5. Oktober 2017 veröffentlicht. Im Gegensatz zu den meisten anderen FFH-Gebieten mit Truppenübungsplätzen, wie zum Beispiel im FFH-Gebiet Lütjenholmer und Bargumer Heide, wurde vom Bundesamt für Infrastruktur, Umweltschutz und Dienstleistungen der Bundeswehr – Kompetenzzentrum Baumanagement Kiel Referat K 6 – kein eigener Maßnahmen-, Pflege- und Entwicklungsplan (MPE-Plan) veröffentlicht.
Mit der Gebietsbetreuung des FFH-Gebietes Aassee und Umgebung gem. § 20 LNatSchG wurde durch das LLUR noch keine Institution beauftragt.
Das FFH-Gebiet ist Teil des am 21. Juni 2002 gegründeten Landschaftsschutzgebietes (LSG) Schwansener Ostseeküste. 2,4 km westlich liegt ebenfalls an der Eckernförder Bucht das FFH-Gebiet Hemmelmarker See.

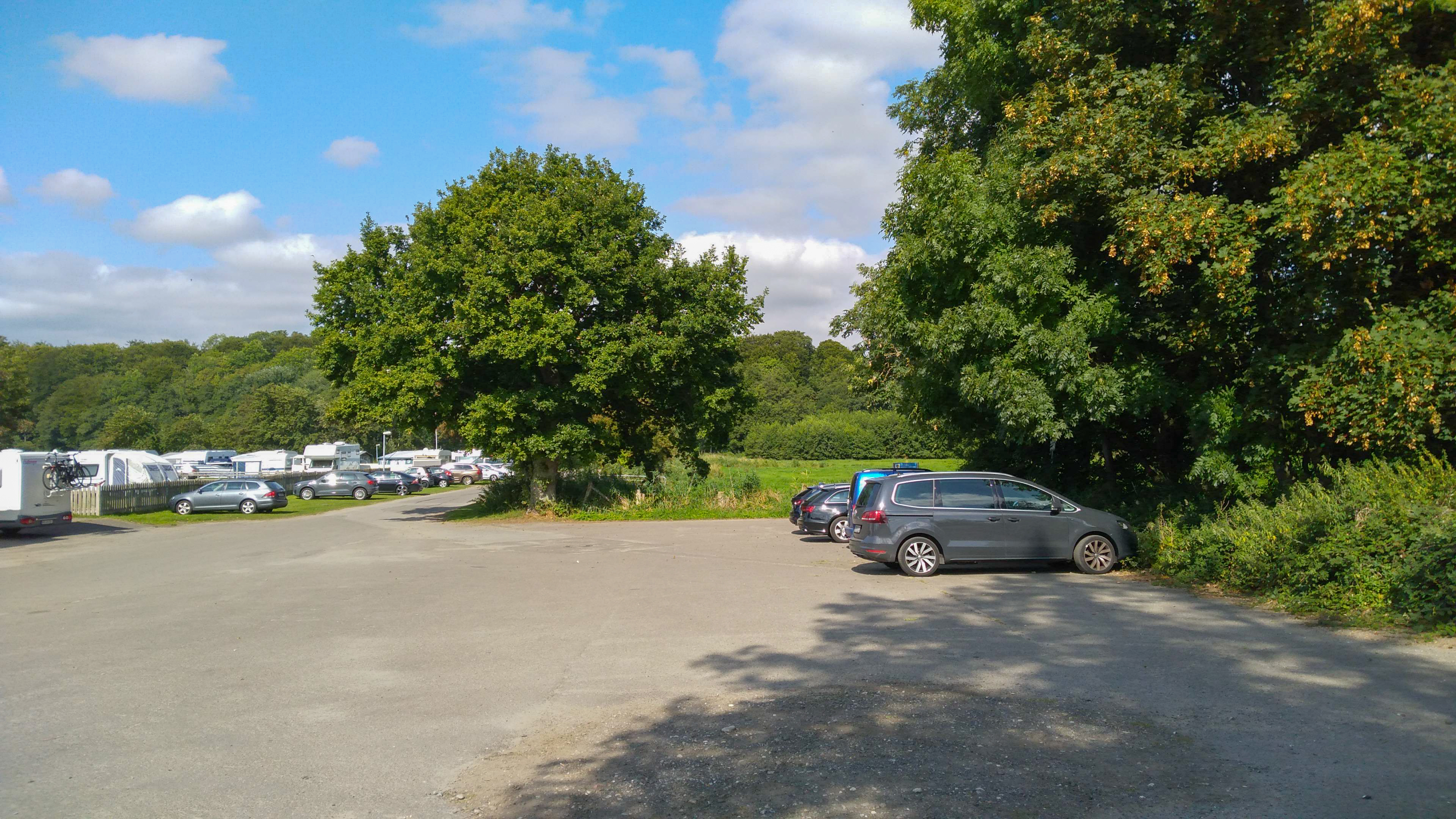
Parkplatz Campingplatz Ludwigsburg
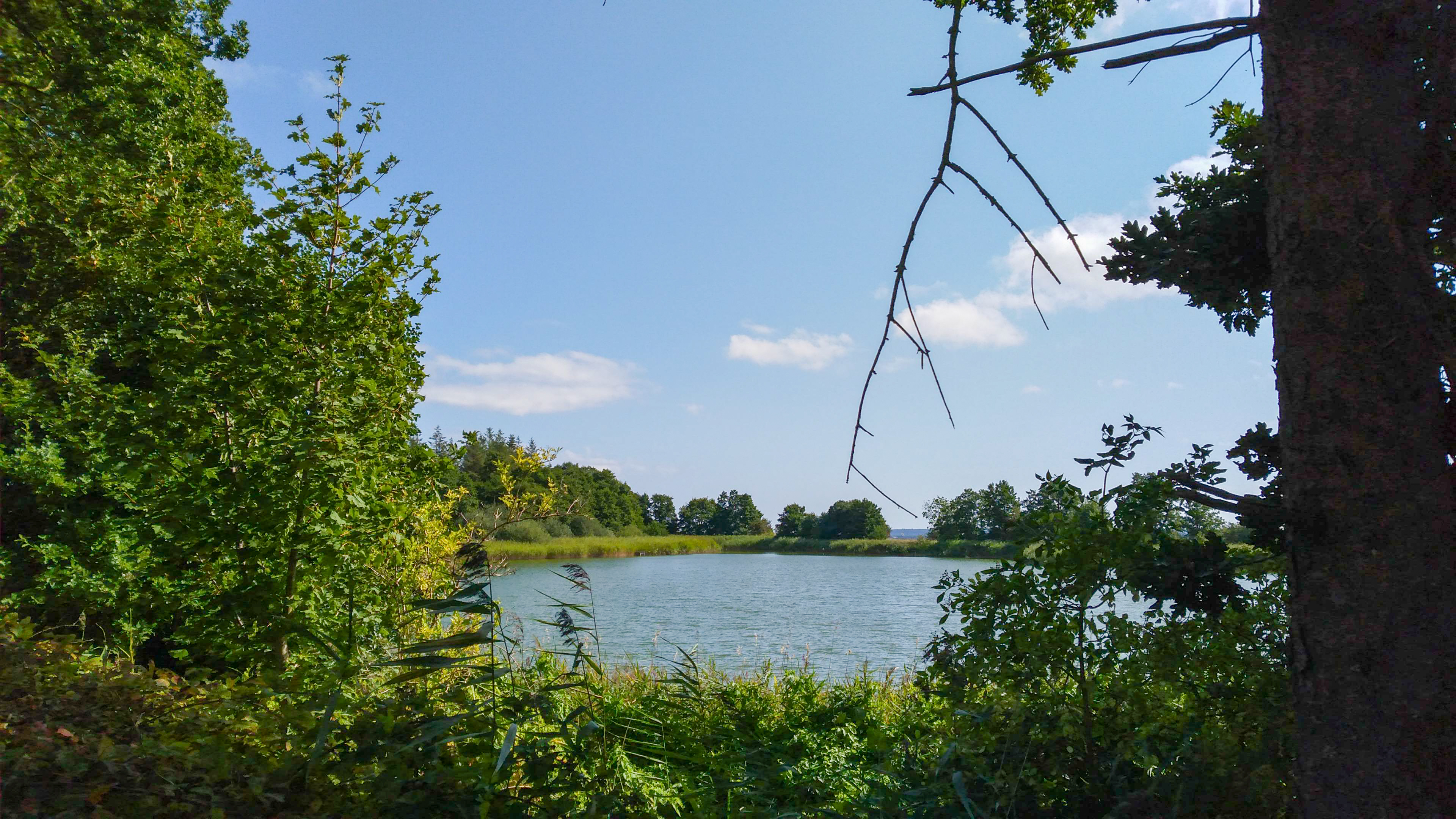
Westlicher See im Standortübungsplatz Ludwigsburg
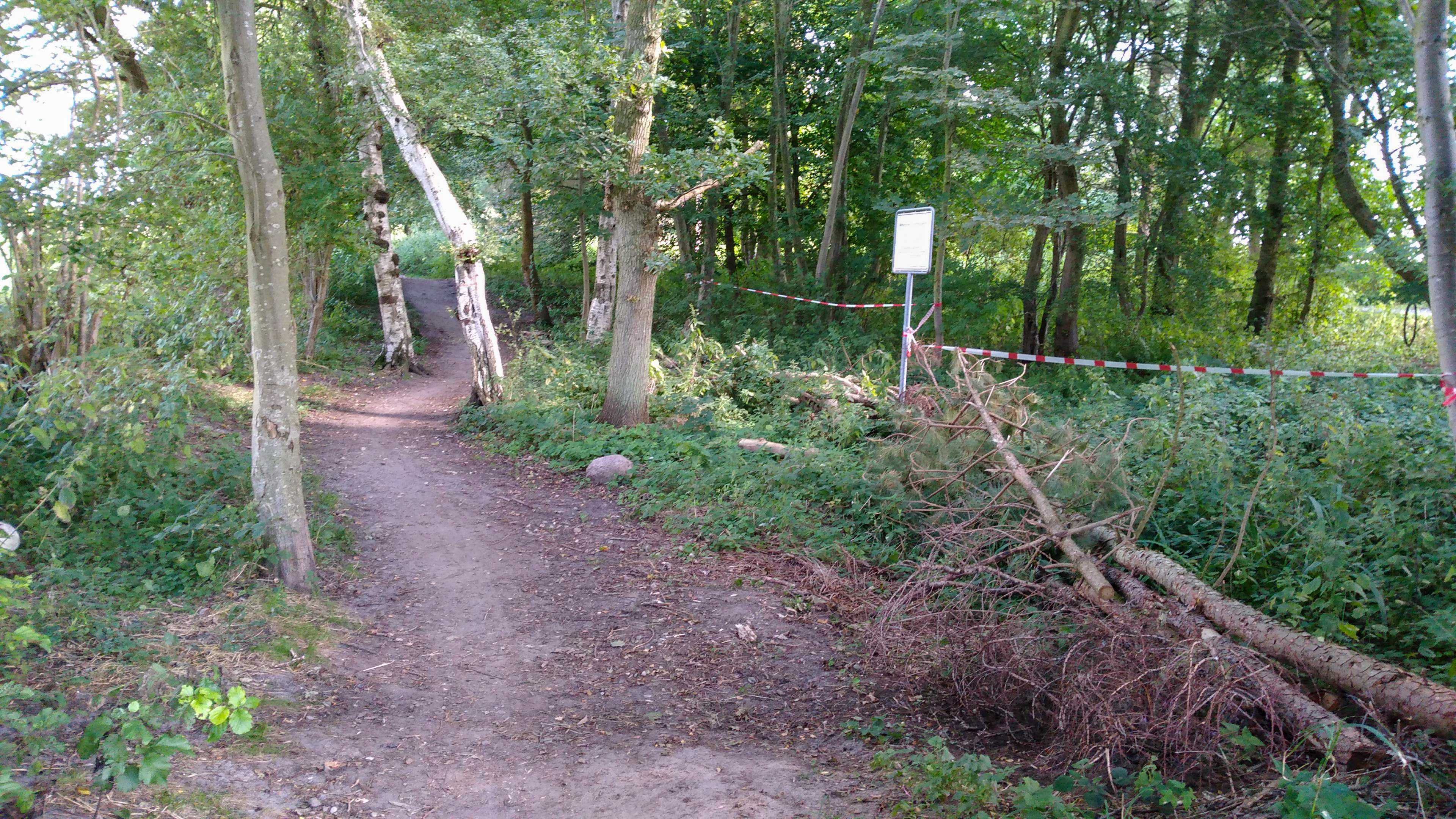
Trampelpfad im FFH-Gebiet am Westrand des Standortübungsplatzes
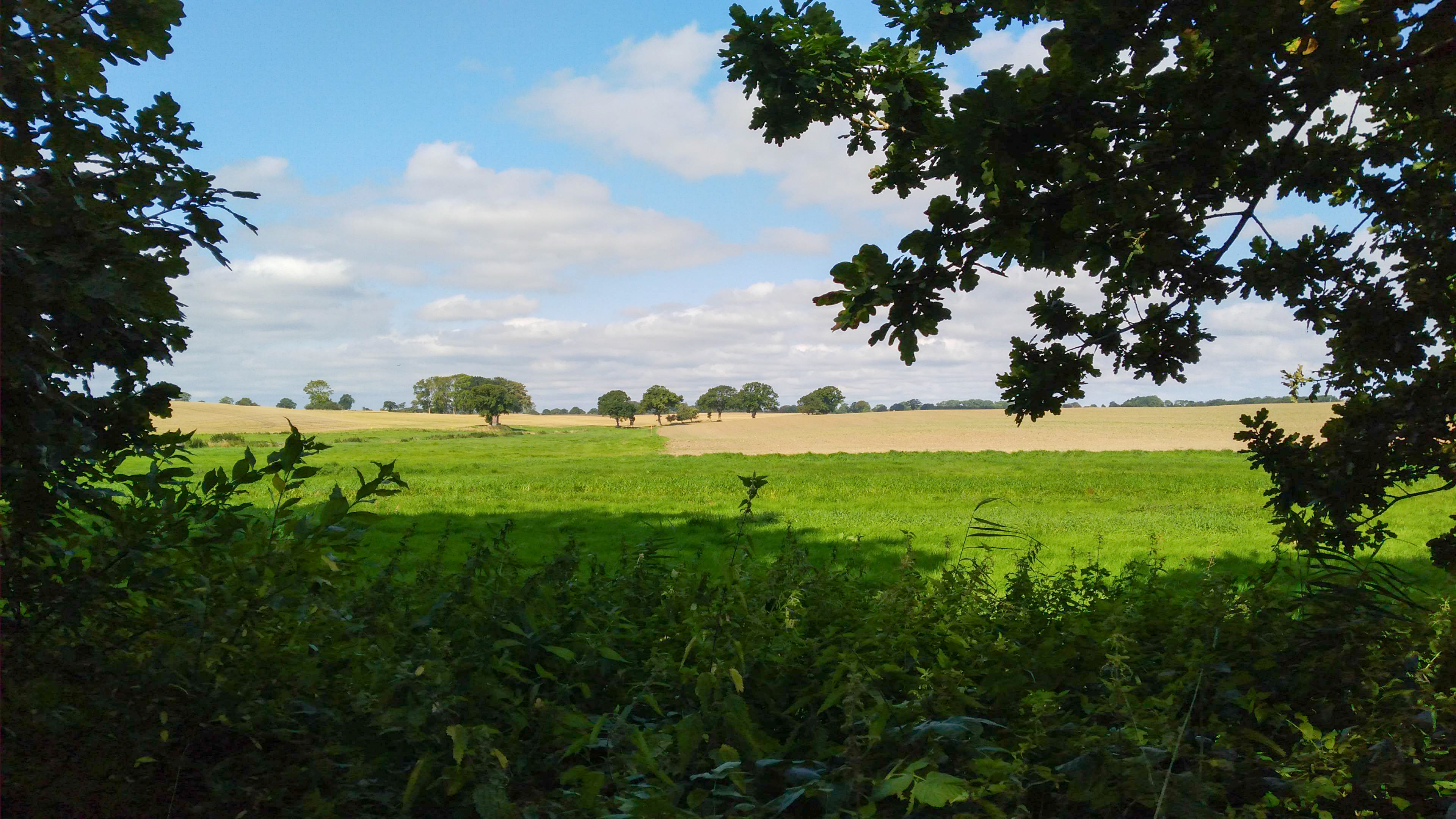
Grünland im FFH-Gebiet westlich des Standortübungsplatzes
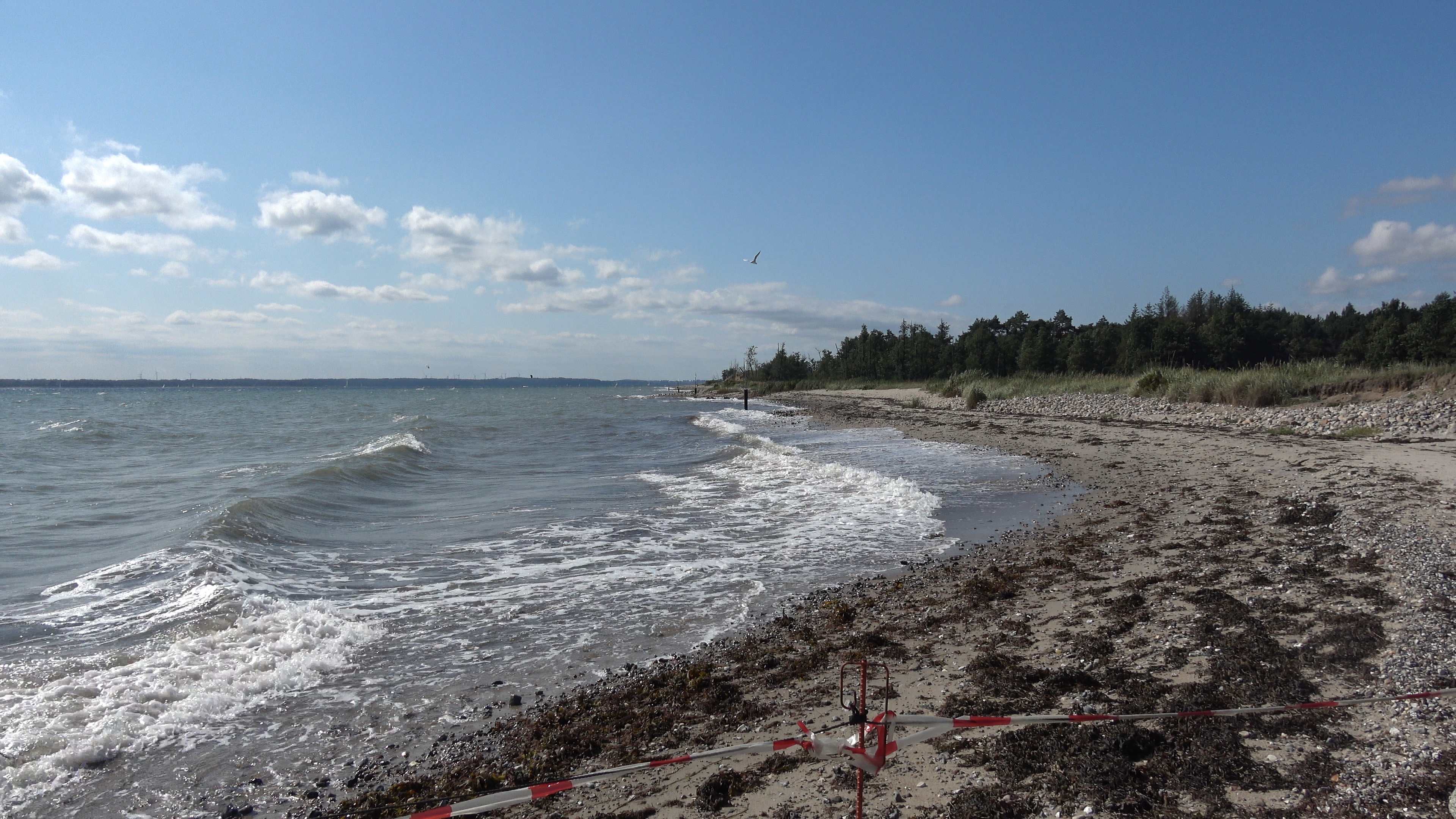
Strand im Standortübungsplatz Ludwigsburg
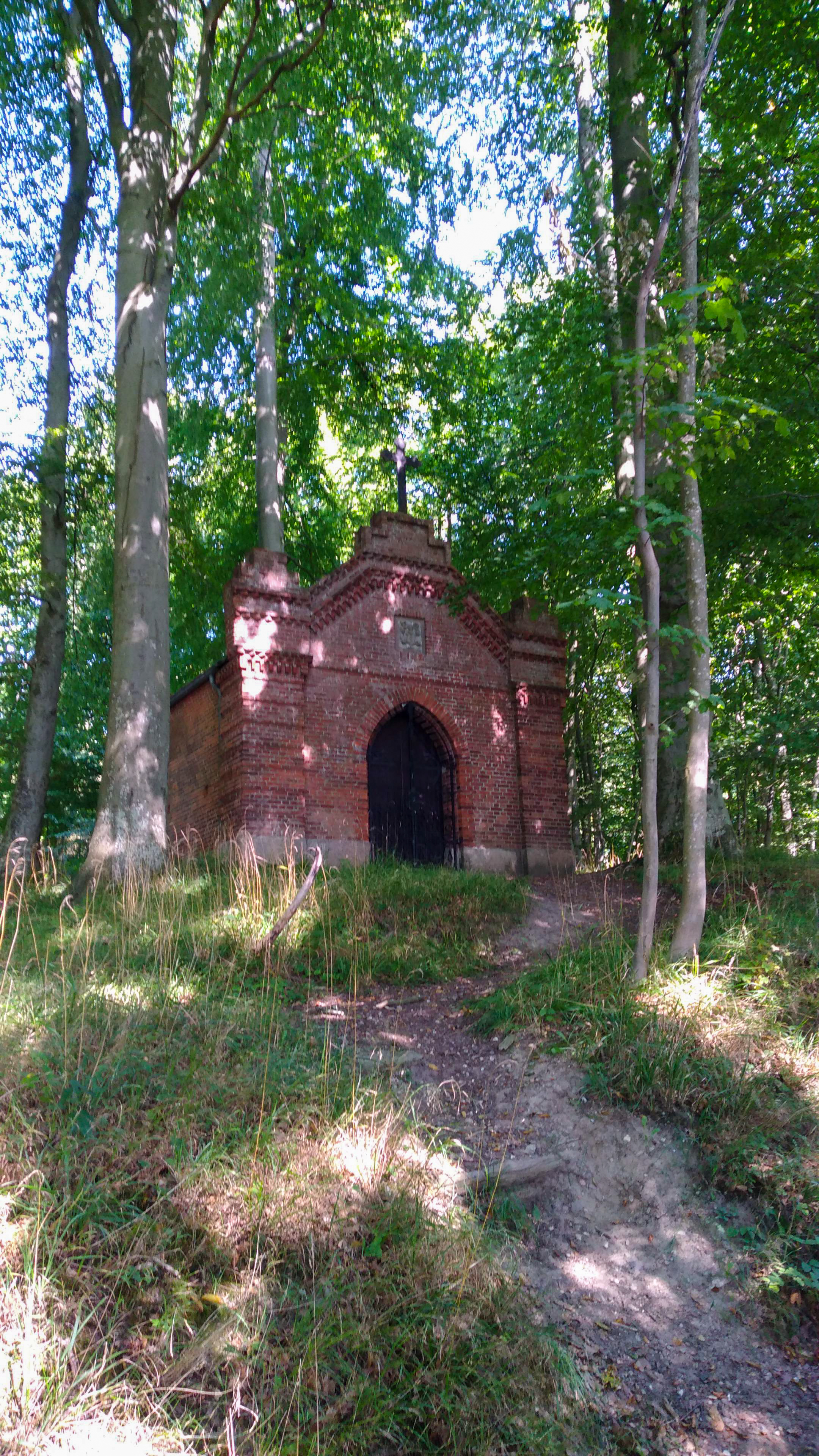
Kapelle westlich des Aassees im FFH-Gebiet

## FFH-Erhaltungsgegenstand
Laut Standard-Datenbogen vom Mai 2019 sind folgende FFH-Lebensraumtypen und Arten für das Gesamtgebiet als FFH-Erhaltungsgegenstände mit den entsprechenden Beurteilungen zum Erhaltungszustand der Umweltbehörde der Europäischen Union gemeldet worden (Gebräuchliche Kurzbezeichnung (BfN)):
FFH-Lebensraumtypen nach Anhang I der EU-Richtlinie:
- 1150* Lagunen (Strandseen) (Gesamtbeurteilung B)[13]
- 1210 Einjährige Spülsäume (Gesamtbeurteilung B)[14]
- 1220 Mehrjährige Vegetation der Geröll-, Kies- und Blockstrände (Gesamtbeurteilung B)[15]
- 2110 Primärdünen (Gesamtbeurteilung C)[16]
- 2120 Weißdünen mit Strandhafer (Gesamtbeurteilung B)[17]
- 9110 Hainsimsen-Buchenwälder (Gesamtbeurteilung B)[18]
- 9130 Waldmeister-Buchenwälder (Gesamtbeurteilung B)[19]

Arten gemäß Artikel 4 der Richtlinie 2009/147/EG und Anhang II der Richtlinie 92/43/EWG und diesbezügliche Beurteilung des Gebiets:
- 1014 Schmale Windelschnecke (Gesamtbeurteilung C)[21]
- 1016 Bauchige Windelschnecke (Gesamtbeurteilung C)[22]

Knapp die Hälfte der FFH-Gebietsfläche ist mit FFH-Lebensraumtypen ausgewiesen; ein Drittel der Fläche besteht aus vier Strandseen mit dem LRT 1150*. Er ist der einzige prioritäre Lebensraumtyp im FFH-Gebiet, siehe auch Diagramm 2.
Im östlichen Bereich befindet sich der Standortübungsplatz Ludwigsburg der Bundeswehr. Darin befinden sich zwei der fünf Strandseen. Diese sind umgeben von dem LRT 1220 Mehrjährige Vegetation der Geröll-, Kies- und Blockstrände. In Strandnähe sind die beiden Dünen-Lebensraumtypen 2110 Primärdünen und 2120 Weißdünen mit Strandhafer angesiedelt.
Die beiden Wald-Lebensraumtypen 9110 Hainsimsen-Buchenwälder und 9130 Waldmeister-Buchenwälder finden sich an den landseitigen Gebietsgrenzen an den Abbruchkanten der Steilhänge.
Bei den mit keinem LRT belegten Flächen handelt es sich am Standortübungsplatz Ludwigsburg um extensiv genutztes Grünland. Im übrigen Gebiet ist es im Wesentlichen Bruchwald, Landröhricht und Sumpfwald. Im westlichen Bereich gibt es mehrere Parzellen mit Nadel- oder Mischwald.
Die beiden Schneckenarten stehen in Deutschland auf der roten Liste. Die Schmale Windelschnecke gilt als gefährdet und die Bauchige Windelschnecke als stark gefährdet.

## FFH-Erhaltungsziele
Aus den oben aufgeführten FFH-Erhaltungsgegenständen werden als FFH-Erhaltungsziele von besonderer Bedeutung die Erhaltung folgender Lebensraumtypen und Arten im FFH-Gebiet vom Ministerium für Energiewende, Landwirtschaft, Umwelt und ländliche Räume des Landes Schleswig-Holstein erklärt:
- 1150* Lagunen (Strandseen)
- 1210 Einjährige Spülsäume
- 1220 Mehrjährige Vegetation der Geröll-, Kies- und Blockstrände
- 2110 Primärdünen
- 2120 Weißdünen mit Strandhafer
- 9110 Hainsimsen-Buchenwälder
- 9130 Waldmeister-Buchenwälder
- 1014 Schmale Windelschnecke

Aus den oben aufgeführten FFH-Erhaltungsgegenständen werden als FFH-Erhaltungsziele von Bedeutung die Erhaltung folgender Lebensraumtypen und Arten im FFH-Gebiet vom Ministerium für Energiewende, Landwirtschaft, Umwelt und ländliche Räume des Landes Schleswig-Holstein erklärt:
- 1016 Bauchige Windelschnecke

## FFH-Analyse und Bewertung
Das Kapitel FFH-Analyse und Bewertung im Managementplan beschäftigt sich unter anderem mit den aktuellen Gegebenheiten des FFH-Gebietes und den Hindernissen bei der Erhaltung und Weiterentwicklung der FFH-Lebensraumtypen. Die Ergebnisse fließen in den FFH-Maßnahmenkatalog ein.
Obwohl das FFH-Gebiet durch die touristische Nutzung mit drei Campingplätzen, Freizeitangeln in den stehenden Gewässern, Bundeswehrübungen auf dem Standortübungsplatz, Strandleben in den Sommermonaten auf der gesamten Küstenlänge und intensive Landwirtschaft in den umliegenden Landflächen stark belastet ist, werden 85 % der FFH-Flächen eine gute Gesamtbeurteilung zugesprochen, siehe Diagramm 3.
Bis auf den Standortübungsplatz und die Verbandsgewässer befindet sich das FFH-Gebiet mehrheitlich im Privatbesitz. Die größten Eigentümer sind die Güter Lehmberg, Ludwigsburg und Karlsminde.

## FFH-Maßnahmenkatalog
Der FFH-Maßnahmenkatalog im Managementplan führt neben den bereits durchgeführten Maßnahmen geplante Maßnahmen zur Erhaltung und Entwicklung der FFH-Lebensraumtypen im FFH-Gebiet an. Konkrete Empfehlungen sind in einer Maßnahmenkarte für notwendige Maßnahmen und einer für weitergehende Maßnahmen beschrieben. Als Anlage 3 des Managementplanes sind die Maßnahmen tabellarisch in zwei Maßnahmenblättern beschrieben. Es fehlen quantifizierbare Erhaltungs- und Entwicklungsziele mit Kostenplan und Umsetzungsterminen.
Wie in den meisten FFH-Gebieten des Landes gibt es an den Zugängen und im Inneren der FFH-Gebiete für den Besucher keinerlei Hinweise oder nähere Informationen zum FFH-Gebiet. Hier will man an vier Zugängen des Standortübungsplatzes Ludwigsburg Infotafeln des landesweiten Besucher-Informationssystems (BIS) installieren.

## FFH-Erfolgskontrolle und Monitoring der Maßnahmen
Eine FFH-Erfolgskontrolle und Monitoring der Maßnahmen findet in Schleswig-Holstein alle 6 Jahre statt. Die Ergebnisse des letzten Folgemonitorings wurden am 10. Februar 2012 in einem Textbeitrag und einer Kartensammlung veröffentlicht.